# Alena Prosková
Alena Prosková, provdaná Plischkeová (* 29. dubna 1948, Plzeň) je bývalá československá atletka, jejíž specializací byl skok do výšky. Jejím osobním rekordem je výška 184 cm.

## Kariéra
Dříve, než se začala specializovat na atletiku se věnovala plavání, gymnastice a krasobruslení. V roce 1962 začíná v atletickém oddílu Spartak Bory. Největší úspěch své kariéry vybojovala v roce 1966 na druhém ročníku evropských juniorských her (předchůdce Mistrovství Evropy juniorů v atletice) v Oděse, kde získala zlatou medaili. Ve finále jako jediná překonala 164 cm. Stříbro získala budoucí olympijská medailistka Valentyna Kozyr, která na olympiádě v Ciudad de México v roce 1968 vybojovala bronz. V roce 1971 se kvalifikovala na halové ME v Sofii, kde ve finále obsadila 7. místo (176 cm) a účastnila se též ME v atletice v Helsinkách. O rok později se na halovém evropském šampionátu ve francouzském Grenoblu umístila znovu na sedmém místě (178 cm). V témže roce reprezentovala na Letních olympijských hrách v Mnichově, kde ve finále skončila na osmnáctém místě (179 cm). V roce 1972 se stala vítězkou halového mítinku Novinářská laťka.

## Osobní život
Jejím manželem je bývalý trenér Lubomír Plischke, se kterým v roce 1982 emigrovala do rakouského Innsbrucku. Dne 20. července 1977 se jim narodila dcera Sylvia, která se později stala profesionální tenistkou.